# Кропоткін Петро Олексійович

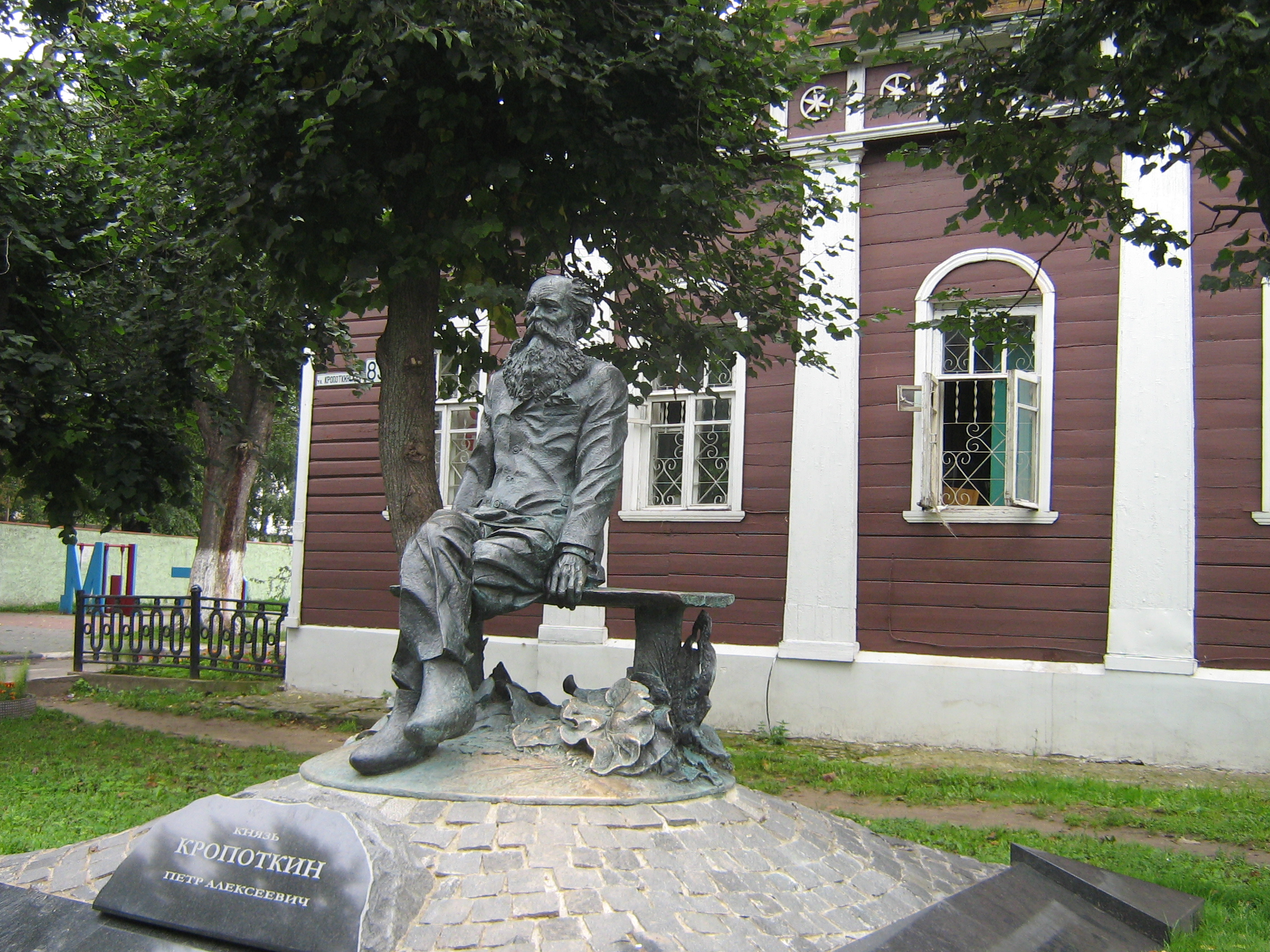
Пам'ятник Кропоткіну у Дмитрові (вул. Кропоткінська 83)

Петро́ Олексі́йович Кропо́ткін (* 27 листопада (9 грудня за новим стилем) 1842, Москва — † 8 лютого 1921, Дмитров, поховано в Москві) — російський політичний діяч, революціонер, анархо-комуністичний філософ, географ.
Народився в аристократичній землевласницькій сім'ї. Навчався в Пажеському корпусі, а потім служив офіцером у Сибіру, де брав участь у кількох геологічних експедиціях. У 1874 році він був ув'язнений за свою громадську діяльність і зумів втекти через два роки. Далі Кропоткін провів 41 рік в екзилі у Швейцарії, Франції (де був ув'язнений протягом майже чотирьох років) та Англії. Перебуваючи у вигнанні, він читав лекції та публікував багато теоретичних праць з анархізму та географії. Кропоткін повернувся до Росії після революції 1917 року, але був розчарований більшовицьким урядом.
Кропоткін був прихильником децентралізованого комуністичного суспільства, заснованого на добровільних асоціаціях самоврядних громад і підприємств, керованих робітниками. Він написав багато книг, брошур та статей, найбільш відомими з яких є «Хліб і воля» (1892) і «Поля, фабрики та майстерні» (1899); «Взаємодопомога як фактор еволюції» (1902) була його головною науковою працею. Кропоткін був автором статті про анархізм до одинадцятого видання енциклопедії «Британіка».

## Родовід
У родоводі князів Кропоткіних зазначено, що князь Дмитро Васильович Смоленський на прізвисько «Кропотка» помер 1470 року. Звідси і прізвище цього давнього князівського роду.
Батько майбутнього анархіста — князь Олексій Петрович — був генерал-майором, георгіївським кавалером. Він володів значними маєтками в Калузькій, Рязанській і Тамбовській губерніях, мав 1200 душ кріпаків. Одружився Олексій Кропоткін з Катериною Миколаївною — донькою героя 1812 року генерала Миколи Сулими. Свій рід Сулими вели від запорозьких козаків, які в 17 столітті боролися за незалежність України.
Зі своєю майбутньою дружиною Олексій Петрович познайомився у Варшаві, де він опинився під час походу для приборкання Польського повстання 1830—1831 років. У Варшаві відбулося і весілля, а поселилися Кропоткіни в Москві. Тут 27 листопада (9 грудня за новим стилем) 1842 року народився Петро Кропоткін. Він був четвертою дитиною в сім'ї. Найстаршому Миколі тоді було 8 років, Олені — 7 років, Олександрові — рік.

## Життєпис
Матері Петро майже не знав: вона померла від сухот, коли хлопчику було три роки. У «Записках революціонера» Петро Кропоткін писав про матір:
| «Через багато років після її смерті я в кутку, в коморі, в нашому сільському будинку знайшов чимало паперів, написаних її твердим і красивим почерком. То були щоденники, в яких вона описувала красу природи в Німеччині на водах і говорила про свої печалі та про жагу щастя. Тут також були зошити заборонених російських віршів, серед яких «Думи» Рилєєва. В інших зошитах були ноти, французькі драми, вірші Ламартіна, поеми Байрона. Вона любила музику та, здається, непогано розуміла її. Знайшов я також багато акварелей, намальованих моєю матір’ю. Коли батько задумав будувати церкву в Петровському, мати писала для неї ікони: одну з них, Олексія божого чоловіка, селяни показували мені з любов’ю, коли я був у Петровському». |
Через два роки після смерті Катерини Миколаївни Олексій Петрович одружився вдруге. Єлизавета Марківна Карандіно — дочка адмірала Чорноморського флоту — дуже відрізнялася від першої дружини князя. Вона стала поганою мачухою для чотирьох сиріт.
Молодші діти — Петро й Олександр — до вступу в навчальні заклади виховувалися вдома. Хлопчики успадкували від матері живий розум, доброту, любов до прекрасного.
1862 року Петро Кропоткін закінчив Пажеський корпус.
У 1867—1868 роках навчався на математичному відділенні фізико-математичного факультету Петербурзького університету.
1872 року Кропоткін здійснив поїздку по Європі, де вступив до Першого Інтернаціоналу, фактичним лідером котрого був інший російський революціонер-емігрант Михайло Бакунін.
1874 року Кропоткіна було в Росії заарештовано за належність до таємного товариства, його помістили до Петропавлівської фортеці. 1876 він за допомогою друзів-однодумців здійснив втечу з тюрми та перебрався за кордон в Західну Європу. В еміграції в 1877—1917 роках він перебував у Лондоні та Швейцарії. Після петроградської Лютневої революції 1917 та повернення до Росії він відмовився від запропонованої йому тимчасовим урядом посади міністра. До наступного Жовтневого перевороту він спочатку поставився схвально, але після розв'язавання червоного терору та встановлення більшовицької диктатури, критично оцінював владу уряду Леніна.
Помер Петро Кропоткин в Дмитрові під Москвою 8 лютого 1921, в віці 78 років.

## Ставлення до України
У своєму літературознавчому творі англійською мовою «Ideas and Realities in Russian Literature» («Идеалы и действительность в русской литературе»), котрий в Росії видано не було, Петро Кропоткін дав загальну характеристику українській культурі та літературі, українському характеру; порівняв основні риси українського та російського етносів. Також в третьому розділі твору називає Гоголя російським поетом, а Україну і українців — Малоросією, малоросами.

## Твори Кропоткіна
- Петро Крапоткін. До молодїжи. [Архівовано 10 травня 2012 у Wayback Machine.] Переклав Михайло Лозинський. Львів. 1910.
- П. А. Кропоткін. Анархістичний комунізм [Архівовано 10 травня 2012 у Wayback Machine.]
- Исследования о ледниковом периоде. — Вып. 1 // Записки Русского географического общества по общей географии. — 1876. — Т. 7.
- Идеалы и действительность в русской литературе [Архівовано 8 грудня 2007 у Wayback Machine.]. Бостон, 1905.
- Идеалы и дѣйствительность въ русской литературѣ. Съ англ. переводъ В. Батуринскаго. — Санкт-Петербург, 1907.
- Взаимная помощь как фактор эволюции. — Санкт-Петербург, 1907.
- Поля, фабрики и мастерские. — Москва, 1918.
- Великая французская революция 1789—1793. — Москва, 1919.
- Современная наука и анархия. — Петроград — Москва, 1921.
- Хлеб и Воля. — Петроград — Москва, 1922.
- Этика. — Т. 1. — Петроград — Москва, 1922.
- Дневник. — Петроград — Москва, 1923.
- Петр и Александр Кропоткины. Переписка. — Т. 1—2. — Москва — Ленинград, 1932—1933.
- Записки революционера. — Москва, 1966.

## Вшанування пам'яті
Невдовзі після смерті Кропоткіна 18 вересня 1921 року було створено Всеросійський громадський комітет, що мав на меті увічнити пам'ять Петра Олексійовича. Силами комітету, до якого увійшли діячі культури, науки, техніки за підтримки суспільно-активних більшовицьких (Віра Фігнер) та анархістських (Герман Сандомирський) функціонерів 9 грудня 1923 року було відкрито Музей Кропоткіна. Музей проіснував до 1940 року, коли був ліквідований, а в 1941 році всі експонати були передані до Музею революції в Москві.
Іменем Кропоткіна названо:
- хребет Патомського нагір'я в Сибіру;
- хребет і вулкан у Східному Саяні;
- місто Кропоткін у Краснодарському краї Росії.

## Виноски
1. 1 2  Bibliothèque nationale de France BNF: платформа відкритих даних — 2011.
2. ↑  Историческая энциклопедия Сибири / под ред. В. А. Ламин — Новосибирск: 2009. — ISBN 5-8402-0230-4
3. 1 2 3  Пирумова Н. М. Кропоткин Пётр Алексеевич // Большая советская энциклопедия: [в 30 т.] — 3-е изд. — Москва: Советская энциклопедия, 1973. — Т. 13 : Конда — Кун. — С. 480–481.
4. 1 2  Catalog of the German National Library
5. ↑  Kropotkin, Peter Alexeivich, Prince // The Enciclopædia Britannica — 12 — London, NYC: 1922. — Vol. XXXI English History to Oyama, Iwao. — P. 688.
6. ↑  Сытин А. К. Дмитрий Иванович Литвинов: материалы к биографии, Dimitri Ivanovich Litvinov: Materials for a Biography // Историко-биологические исследования — 2014. — Т. 6, вып. 3. — С. 11–34. — ISSN 2076-8176; 2500-1221
7. ↑  CONOR.Sl
8. ↑  WikiTree — 2005. — ed. size: 23699588
9. ↑  Ideas and Realities in Russian Literature [Архівовано 25 червня 2010 у Wayback Machine.](англ.)